# シーザー武志
シーザー武志（シーザーたけし、1955年8月17日 - ）は、日本のキックボクサー、シュートボクサー。山口県長門市出身。初代SB世界スーパーミドル級王者。
シュートボクシングの創始者。2019年現在、シュートボクシング協会会長、シーザージム会長。多数のヤクザ映画等に出演し、異色派の俳優としても活動している。

## 来歴
母子家庭で育ち、少年期は喧嘩に明け暮れ、不良としてその名を轟かさせた。
更生のため16歳からキックボクシングを始めると、「キックボクシングの方が喧嘩より面白い」と感じるようになり大阪の西尾ジムから1972年にプロデビュー。沢村忠の再来と呼ばれ、日本キックボクシング協会ウェルター級王座を獲得。その後、派閥争いに揺れるキック界を離れて新たな道を模索するようになり、同様にプロレス界から離れ新たな格闘技を模索してタイガー・ジムを設立した同郷の佐山聡と知り合う。佐山の紹介でカール・ゴッチと出会い、前田日明らUWFのメンバーに本格的なキックの指導を行って1984年のUWF旗揚げに貢献した。これらの経験はシーザー自身にも影響を与え、立ち技格闘技であるキックボクシングに投げ技と極め技の要素を取り入れ、新たな格闘技の確立を志すに至った。
UWFが注目されるのに伴いシーザーにも関心が集まり始め、1985年9月に自身が理想とする立ち技総合格闘技のシュートボクシングを創設、翌1986年には初代日本ホーク級（スーパーミドル級）王座を獲得し、1988年には初代世界ホーク級（スーパーミドル級）王座を獲得した。
これら一連のムーブメントを受けて創刊された格闘技通信などでシュートボクシングが記事として取り上げられ、シーザー自身は世界各国の支部設立と、統括組織のワールドシュートボクシング協会の設立に奔走。以降、新生UWF、リングス、パンクラス等とも積極的に交流を続けながら、シュートボクシングの大会『S-cup』を定期的に開催。立ち技格闘技、総合格闘技界と人脈を築き、2004年12月に設立されたNPO法人格闘メディカル協会に参加している。
2015年8月22日「SHOOT BOXING 30th ANNIVERSARY“CAESAR TIME!”」にて、アンディ・サワーを相手に、還暦記念スペシャルエキシビションマッチを行った。

## 戦績
| 勝敗 | 対戦相手                       | 試合結果                        | 大会名                                                                                | 開催年月日     |
| ○    | スティーブ・マッケイ           | 2R KO                           | 東西最強対決 異種格闘技戦                                                             | 1990年8月26日  |
| ○    | ジョニー・レイノルズ           | 1R 3:21 KO 右ローキック         | 梶原一騎追悼'90格闘技の祭典 異種格闘技戦                                              | 1990年7月6日   |
| ○    | 力忠勝                         | 不明                            | OSAKA INSPIRE                                                                         | 1990年5月30日  |
| ○    | ビル・ラスファー               | 2R 2:31 KO 右ローキック         | 激突!!シュートボクシング日米重量級マッチ                                              | 1989年11月4日  |
| ×    | マンソン・ギブソン             | 1R 4:28 KO 右バックスピンキック | 世界ホーク級タイトルマッチ                                                            | 1989年5月26日  |
| ○    | ラクチャート・ソーパサドパボン | 本戦6:49 KO 右ストレート        | 「シュートボクシングvsムエタイ第2弾」                                                 | 1988年11月5日  |
| ○    | パーヤップ・プレムチャイ       | 本戦2:36 KO 左ミドル            | UWF 真夏の格闘技戦「THE PROFESSIONAL BOUT」 異種格闘技戦                              | 1988年8月13日  |
| ○    | ジョン・ナパロリ               | 本戦5:08 KO 右膝蹴り            | 「SBワールドレボリューション宣言」 世界ホーク級王座決定戦                             | 1988年5月21日  |
| ×    | ファリド・ドーター             | 延長2回 判定                    | 「’88ファーストマッチ・SB協会北米支部設立記念試合」                                   | 1988年1月31日  |
| ○    | デニス・クロフォード           | 2R 2:08 KO 右フック             | 「'87ファイナルマッチ SBvsカナダマーシャルアーツ5対5チェンジングマッチ」 異種格闘技戦 | 1987年12月5日  |
| ○    | 菊池信弘                       | 不明                            | 大阪激烈バウト 巍桜流拳法 vs シュートボクシング                                       | 1987年11月9日  |
| ○    | 池宮正明（1R） 金城光一（2R）  | 2R 2:17 TKO タオル投入          | 「シュートボクシングvs沖縄空手チェンジングマッチ」 異種格闘技戦                       | 1987年10月10日 |
| ○    | 力忠勝                         | 本戦 判定                       | 「格闘技スポーツ元年」（第4戦） 全日本ホーク級タイトルマッチ                          | 1987年7月12日  |
| ○    | ジェームズ・ホワイト           | 本戦3:06 TKO タオル投入         | 「格闘技スポーツ元年」（第3戦） 異種格闘技戦                                          | 1987年5月30日  |
| ○    | チャーリー・リア・チャオファー | 延長2回 判定                    | 「格闘技スポーツ元年」（第2戦） 異種格闘技戦                                          | 1987年3月21日  |
| ○    | ジェームズ・バシム             | 2R 1:35 KO 左ハイキック         | 「格闘技スポーツ元年」（第1戦） 異種格闘技戦                                          | 1987年1月31日  |
| ○    | 力忠勝                         | 本戦 判定                       | 「伝統への挑戦」                                                                      | 1986年8月23日  |

## 獲得タイトル
- アジア太平洋キックボクシング連盟ウェルター級王座
- アジア太平洋キックボクシング連盟ミドル級王座
- 初代SB日本ホーク級王座
- 初代SB世界ホーク級王座

## 主な出演作

### 映画
- 鉄拳（松竹、1990年11月23日公開、監督：阪本順治）- 平岡稔
- 王手（1991年11月25日公開、監督：阪本順治）- 鬼詰
- ありふれた愛に関する調査（1992年、監督：榎戸耕史）
- 新宿黒社会 チャイナ・マフィア戦争（1995年、監督：三池崇史）
- KAMIKAZE TAXI（1995年、監督：原田眞人）- 土門のSP
- 極道戦国志 不動（1996年、監督：三池崇史）- 金剛寺吽平
- 岸和田少年愚連隊 血煙り純情篇（1997年、監督：三池崇史）- 大仏
- 渇きの街（1997年、監督：榎戸耕史）
- 日本抗争列島 牙の如く（2001年、監督：伊藤秀裕）

他

### Vシネマ
- 大阪最強伝説 喧嘩の花道（1996年）
- 新・第三の極道（1996年） - 藤堂組服部組筆頭若頭補佐 狭間組組長 狭間菊次
- フルメタル極道（1997年）
- 新・湘南爆走族 荒くれKNIGHT 3（1999年） - 駒井
- ケンカ包丁 義（2000年） - 西沢(料亭「北陸路」花板)
- ケンカ包丁 義2（2000年） - 西沢(フランス料理店 料理人、元 料亭「北陸路」花板)
- 極悪 人間魚雷ブルース（2001年） - 鮫島一家若頭代行 セキグチ組組長
- KYOTO BLACK 黒のサムライ（2015年） - 村田興産グループ会長 村田武

## レコード
- シーザー（テイチク）
  - SIDE A-1「ロンリー・ソルジャー」
  - SIDE A-2「ザッツ・シュート」
  - SIDE B-1「シーザーのテーマ」
  - SIDE B-2「シュートボクシングのテーマ」（インストゥルメンタル）

## 著作
- 絆 - 良い人生は情によって育まれる（2005年8月、ネコパブリッシング）ISBN 9784777051175
- シーザー流 ビジネスの闘い方（2015年3月1日、文芸社）ISBN 9784286157375
- 最後の伝言　勇者たちとの邂逅（2023年11月9日、さくら舎）ISBN 9784865814040

## 映像
- シーザー武志メモリアル（2015年10月20日、クエスト）ISBN 9784863086357